# FANAZUL
FANAZUL (Fábrica Militar de Pólvoras y Explosivos «Azul») es un centro de producción de explosivos perteneciente a la empresa estatal argentina Fabricaciones Militares (FM). Se ubica en la ciudad de Azul, provincia de Buenos Aires.
Por el Decreto 1398/90 del presidente Carlos Menem del 23 de julio de 1990, se declaró «sujetas de privatización» al conjunto de organismos del Ministerio de Defensa, incluyendo a la Fábrica Militar de Pólvoras y Explosivos de Azul. Dicho decreto fue posteriormente aprobado por la Ley N.º 24 045 del Congreso de la Nación de 1991.
Con la sanción de la Ley N.º 27 141 en 2015, se declaró nula la declaración «sujeta de privatización» de un conjunto de seis fábricas militares, que incluyó a la FANAZUL.
La planta dejó de funcionar el 28 de diciembre de 2017 por decisión de la Dirección General de Fabricaciones Militares.
Por medio de la Resolución 1193/2018 (del 27 de septiembre de 2018), el ministro de Defensa Oscar Aguad dispuso la transferencia del predio de la fábrica a la Armada Argentina. El 23 de diciembre de 2020, el ministro Agustín Rossi revirtió esto y restableció la Fábrica Militar. Se ha anunciado que la fábrica retomará la producción a partir de mayo de 2023. Finalmente el 9 de junio del mismo año la fábrica fue reabierta.